# Tablettes historiques du Velay
Les Tablettes historiques de la Haute-Loire est un mensuel fondé le 1er mai 1870 
au Puy-en-Velay qui prit le nom de Tablettes historiques du Velay en 1er avril 1871 et qui parut jusqu'en 1877,.
Ont notamment été publiés Charles Calemard de Lafayette, Jules de Vinols de Montfleury, Jean-Baptiste Payrard, Ernest Vissaguet, Joseph Denais, Augustin Chassaing, etc.
Leurs 8 volumes (1870 à 1877) ont été numérisés sur Gallica : une source importante pour la connaissance de l'histoire locale du Velay et de la Haute-Loire.

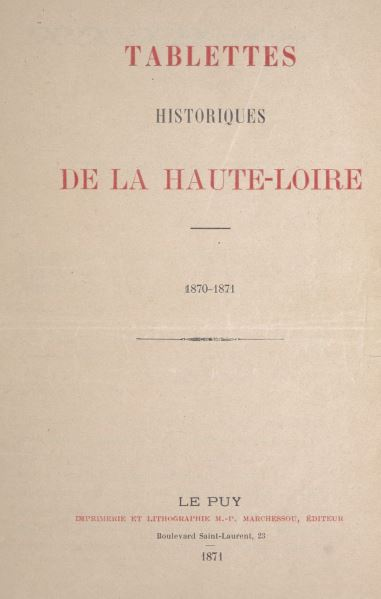
1er numéro des Tablettes historiques de la Haute-Loire 1870-1871